# Cynodonteae
Cynodonteae Dumort., 1824 è una tribù di piante erbacee della famiglia Poaceae, sottofamiglia Chloridoideae.

## Tassonomia
La tribù è suddivisa in 25 sottotribù che raggruppano 95 generi:
- Sottotribù Aeluropodinae
  - Aeluropus Trin.
  - Odyssea Stapf
- Sottotribù Allolepiinae
  - Allolepis Soderstr. & H.F.Decker
- Sottotribù Boutelouinae
  - Bouteloua Lag.
- Sottotribù Cteniinae
  - Ctenium Panz.
- Sottotribù Dactylocteniinae
  - Acrachne Wight & Arn. ex Chiov.
  - Brachychloa S.M.Phillips
  - Dactyloctenium Willd.
  - Neobouteloua Gould
- Sottotribù Eleusininae
  - Afrotrichloris Chiov.
  - Astrebla F.Muell.
  - Austrochloris Lazarides
  - Chloris Sw.
  - Chrysochloa Swallen
  - Coelachyrum Hochst. & Nees
  - Cynodon Rich.
  - Daknopholis Clayton
  - Dinebra Jacq.
  - Diplachne P.Beauv.
  - Disakisperma Steud.
  - Eleusine Gaertn.
  - Enteropogon Nees
  - Eustachys Desv.
  - Harpochloa Kunth
  - Leptochloa P.Beauv.
  - Lepturus R.Br.
  - Micrachne P.M.Peterson, Romasch. & Y.Herrera
  - Microchloa R.Br.
  - Neostapfiella A.Camus
  - Oxychloris Lazarides
  - Rheochloa Filg., P.M.Peterson & Y.Herrera
  - Schoenefeldia Kunth
  - Schoenefeldiella P.M.Peterson
  - Stapfochloa H.Scholz
  - Tetrapogon Desf.
- Sottotribù Farragininae
  - Craspedorhachis Benth.
  - Farrago Clayton
- Sottotribù Gouiniinae
  - Gouinia E.Fourn. ex Benth. & Hook.f.
  - Schenckochloa J.J.Ortíz
  - Tridentopsis P.M.Peterson
  - Triplasiella P.M.Peterson & Romasch.
  - Triplasis P.Beauv.
  - Vaseyochloa Hitchc.
- Sottotribù Hilariinae
  - Hilaria Kunth
- Sottotribù Hubbardochloinae
  - Bewsia Gooss.
  - Decaryella A.Camus
  - Dignathia Stapf
  - Gymnopogon P.Beauv.
  - Hubbardochloa Auquier
  - Leptocarydion Hochst. ex Stapf
  - Leptothrium Kunth
  - Lophacme Stapf
  - Tetrachaete Chiov. ex P.R.Pirotta
- Sottotribù Jouveinae
  - Jouvea E.Fourn.
- Sottotribù Kaliniinae
  - Kalinia H.L.Bell & Columbus
- Sottotribù Monanthochloinae
  - Distichlis Raf.
- Sottotribù Muhlenbergiinae
  - Muhlenbergia Schreb.
- Sottotribù Orcuttiinae
  - Neostapfia Burtt Davy
  - Orcuttia Vasey
  - Tuctoria Reeder
- Sottotribù Orininae
  - Cleistogenes Keng
  - Orinus Hitchc.
- Sottotribù Pappophorinae
  - Neesiochloa Pilg.
  - Pappophorum Schreb.
  - Tridens Roem. & Schult.
- Sottotribù Perotidinae
  - Mosdenia Stent
  - Perotis Aiton
  - Trigonochloa P.M.Peterson & N.Snow
- Sottotribù Scleropogoninae
  - Blepharidachne Hack.
  - Erioneuron Nash
  - Munroa Torr.
  - Scleropogon Phil.
  - Swallenia Soderstr. & H.F.Decker
- Sottotribù Sohnsiinae
  - Sohnsia Airy Shaw
- Sottotribù Traginae
  - Monelytrum Hack.
  - Orthacanthus P.M.Peterson & Romasch.
  - Pogononeura Napper
  - Polevansia De Winter
  - Tragus Haller
  - Willkommia Hack.
- Sottotribù Trichoneurinae
  - Trichoneura Andersson
- Sottotribù Triodiinae
  - Triodia R.Br.
- Sottotribù Tripogoninae
  - Desmostachya (Stapf) Stapf
  - Eragrostiella Bor
  - Halopyrum Stapf
  - Melanocenchris Nees
  - Oropetium Trin.
  - Tripogon Roem. & Schult.
  - Tripogonella P.M.Peterson & Romasch.
- Sottotribù Zaqiqahinae
  - Zaqiqah P.M.Peterson & Romasch.
- Cynodonteae incertae sedis
  - Kampochloa Clayton
  - Lepturidium Hitchc. & Ekman
  - Pommereulla Naezén
  - Sclerodactylon Stapf
  - Vietnamochloa Veldkamp & R.Nowack